# Michael Wirbitzky
Michael Wirbitzky (* 14. April 1963 in Köln) ist ein deutscher Radiomoderator und Comedian. Sein Vater ist der Fernsehregisseur Klaus Wirbitzky.

## Leben und Wirken
Nach Abitur und Geschichtsstudium absolvierte Wirbitzky eine Ausbildung zum Journalisten. Seine erste Radioanstellung fand er bei RTL, bevor er zum SWF wechselte. Bei SWF3 moderierte er dann zusammen mit Sascha Zeus die Frühsendung SWF3 On.
Nach der Fusion von SWF und SDR zum SWR im August 1998 moderierte Wirbitzky zusammen mit Sascha Zeus im Zwei-Wochen-Rhythmus die SWR3-Morningshow bis Dezember 2023.
Seit 15. Januar 2024 moderieren beide zusammen die Nachmittagssendung SWR3 MOVE.
2009 hatte Wirbitzky zusammen mit Sascha Zeus einen Gastauftritt als SWR3-Radiomoderator im Tatort Kassensturz.
Michael Wirbitzky und Sascha Zeus erhielten zusammen den Deutschen Radiopreis 2011 in der Kategorie Beste Morgensendung.
Wirbitzky ist mit der Fernsehmoderatorin Evelin König verheiratet und hat zwei Söhne.

## Comedy-Serien
Er ist an mehreren Comedy-Radioserien beteiligt:
- Blaubär und Blöd
- SWR3Minuten – Studio zu den Olympischen Spielen 2008
- SWR3Minuten – Studio zur Fußball-EM 2008
- SWR3Minuten – NATO-Gag-Quartier
- Gagtory
- Gagtory – Umfufu kommt
- Die Landärztin Dr. Marianne 0/13
- Die Landärztin Dr. Marianne 0/14
- Brutal mit Zeuser und Wirbitzle (Anspielung auf: Frontal mit Hauser und Kienzle)
- Taxi Sharia
- Zwei am Zaun
- Nix verstehn in Athen (zu den Olympischen Spielen 2004 in Athen, auch im ARD-Fernsehen)
- Nix geling in Peking (zu den Olympischen Spielen 2008 in Peking)
- WM-Alarm mit Alarmarzt Meyer-Wohlfühl
- Peter Gedöns aus Bonn
- Der Club der toten Platten
- Die psychosoziale Komponente im Spätwerk von Franz Kafka
- SWR2 Radionovela Mode, Models und Moneten – Der unaufhaltsame Aufstieg der Karin Keks (Autor und Sprecher)
- App Sepp
- Old Plapperhand und sein weiß-blauer Bruder
- Erklärbär
- Relaxa und ich
- Bares für Hohles (Parodie auf Bares für Rares)

## Peter Gedöns aus Bonn
Peter Gedöns aus Bonn ist eine Comedyfigur, die Wirbitzky in SWR3 spricht.
Seit 2001 meldet sich Peter Gedöns täglich telefonisch als schlecht gelaunter Hörer im Bonner Regiolekt in der Morningshow des Senders. Hauptsächlich im Dialog mit Sascha Zeus beschwert er sich über diverse Dinge. Gedöns ist immer unsachlich und betitelt die Moderatoren mit konstruierten Schimpfnamen wie Du Rollrasen, Du Kachel oder Du Druckspüler. Zwischenzeitlich hat sich eine Fangemeinde gebildet, die in Foren weitere Schimpfwörter erfindet.
Die Sketche können als Podcast auf der Homepage des Senders angehört werden. Bei seinen Bühnenauftritten spielt Wirbitzky die Figur des Peter Gedöns, der wohl eine „typische Übellaunigkeit des Bonner Rheinlandes“ persiflieren soll. Gedöns stellt sich mit markanter Brille und auffälligem Pullover kleinbürgerlich dar.
Im Herbst 2009 und Frühjahr 2010 war Zeus mit Wirbitzky als Peter Gedöns auf Tournee.

## Bücher
- Sascha Zeus, Michael Wirbitzky: Fieses Mobbing in 11 leichten Lektionen. Die besten Tipps für ein Leben ohne Freunde. Ehrenwirth, Bergisch Gladbach 2005, ISBN 3-431-03642-2
- Sascha Zeus, Michael Wirbitzky: Ich, Artur, Zwei Tickets. Bastei Lübbe, Bergisch Gladbach 2006, ISBN 978-3-404-15484-5
- Sascha Zeus, Michael Wirbitzky: Die Tagung – Chaos ist Chefsache, Lübbe (2008), ISBN 978-3-404-60602-3
- Sascha Zeus, Michael Wirbitzky: Waschlappen. Bastei Lübbe, Köln 2009, ISBN 978-3-785-76020-8
- Sascha Zeus, Michael Wirbitzky: Kreuz und Quer: Mit Wirby und Zeus durch Australiens Outback, Hörbuch. geophon, Berlin 2010, ISBN 978-3-936-24763-3
- Michael Wirbitzky: Acht, in Böen neun. Aufbau Verlag, Berlin 2022, ISBN 978-3-746-63894-2